# النواشرة (عبس)

تعديل مصدري - تعديل

النواشرة هي إحدى قرى عزلة بني عضابي بمديرية عبس التابعة لمحافظة حجة، بلغ تعداد سكانها 202 نسمة حسب تعداد اليمن لعام 2004.